# Cristina Plazas Hernández
Cristina Plazas Hernández (Madrid, 30 de setembre de 1969) és una actriu de teatre, cinema i televisió. Treballa tant en el panorama català com el castellà i té una carrera reconeguda tant per la critica com pel públic. La qual li ha portat ha guanyar premis importants d'interpretació.
Tot i néixer a Madrid, amb 21 anys se'n va a viure a València i comença a treballar com a actriu professional. A escala estatal, va agafar fama pel seu paper d'Eulàlia a la sèrie de TVE Amar en tiempos revueltos. Últimament ha participat a La Riera de Televisió de Catalunya en el paper de Cristina Padró, i en altres sèries espanyoles com Vis a Vis i Velvet. També ha fet pel·lícules com El país del miedo que es va presentar en el passat Festival de Màlaga.

## Premis i nominacions
- Cartelera Levante i Premi Tirant com a millor actriu per la pel·lícula L'illa de l'holandès.
- Premi de la Critica per l'obra de teatre Algo auténtico.
- Premi a la millor interpretació femenina (Premis de les Arts Escèniques de la Generalitat Valenciana) per l'obra de teatre Mandíbula afilada.
- Premi A.I.T com a millor actriu per l'obra La Lección.
- Premi Miguel Mihura com a millor actriu per l'obra Fuenteovejuna.[3]